# Liste der Manga-Titel

„Manga“ auf Japanisch

Manga sind japanische Comics. Diese Liste ist eine unvollständige Auswahl von Manga-Serien und -Einzelbänden.
Einträge in dieser Liste sollen den Aufnahmekriterien für Comics genügen.

## 0–9
| Titel ↓                       | Alternative Titel                                        | Autor(en)                                 | Jahr | Printmedium und Verlag                     |
| ----------------------------- | -------------------------------------------------------- | ----------------------------------------- | ---- | ------------------------------------------ |
| 07-Ghost                      |                                                          | Yuki Amemiya, Yukino Ichihara             | 2005 | Ichijinsha                                 |
| 07-Ghost Children             |                                                          | Yuki Amemiya, Yukino Ichihara             | 2010 | Ichijinsha                                 |
| 100% Strawberry               | いちご100 %, Ichigo 100 %                                | Mizuki Kawashita                          | 2002 | Shōnen Jump von Shūeisha                   |
| 2001 Ya Monotogari            | 2001夜物語, 2001 Nights                                  | Yukinobu Hoshino                          | 1984 | Monthly Super Action von Futabasha         |
| 20 Masken!!                   | 20面相におねがい!!, Nijūmensō ni Onegai                  | Clamp                                     | 1989 | Newtype von Kadokawa Shoten                |
| 20th Century Boys             | 20世紀少年, Nijusseiki Shōnen                            | Naoki Urasawa                             | 1999 | Big Comic Spirits von Shōgakukan           |
| 3×3 Augen                     | 3×3 EYES, Sazan Eyes                                     | Yūzō Takada                               | 1987 | Young Magazine Pirate Edition von Kōdansha |
| 5 Seconds to Death            |                                                          | Saizō Harawata, Kashiwa Miyako (Zeichner) | 2015 | Ura Sunday von Shogakukan                  |
| 666 – Satan                   | 666～サタン～                                            | Seishi Kishimoto                          | 2001 | Young Magazine Pirate Edition von Kōdansha |
| 888                           | 888スリーエイト Surī Eito?                               | Noriko Kuwata                             | 2003 | Gentosha Comics                            |
| +Anima                        | プラスアニマ, Purasu Anima                               | Natsumi Mukai                             | 2000 | Dengeki Comic Gao! von Media Works         |
| .hack//Legend of the Twilight | .hack//黄昏の腕輪伝説, .hack//Tasogare no Udewa Densetsu | Rei Izumi                                 | 2002 | Comptiq von Kadokawa Shoten                |
| .hack//XXXX                   |                                                          | Megane Kikuya                             | 2006 | .hack//G.U.: The World von Kadokawa Shoten |

## A
| Titel ↓                 | Alternative Titel                                              | Autor(en)                                     | Jahr | Printmedium und Verlag                   |
| ----------------------- | -------------------------------------------------------------- | --------------------------------------------- | ---- | ---------------------------------------- |
| Ab sofort Dämonenkönig! | 今日からマ王!, Kyō Kara Maō!                                   | Tomo Takabayashi, Temari Matsumoto (Zeichner) | 2005 | Gekkan Asuka von Kadokawa Shoten         |
| AD Police               | AD.POLICE 終焉都市, AD.POLICE Shūen Toshi                      | Tony Takezaki                                 | 1989 | Bandai B-Club von Bandai Shuppan         |
| A.I. Love You           | A・I が止まらない!, A.I. ga Tomaranai!                         | Ken Akamatsu                                  | 1994 | Shōnen Magazine von Kōdansha             |
| Adolf                   | アドルフに告ぐ, Adorufu ni Tsugu                               | Osamu Tezuka                                  | 1983 | Shūkan Bunshun von Bungeishunjū          |
| Afro Samurai            | アフロサムライ, Afuro Samurai                                  | Takashi Okazaki                               | 1999 | NOU NOU HAU von                          |
| After School Nightmare  | 放課後保健室, Hōkago Hokenshitsu                               | Setona Mizushiro                              | 2004 | Princess von Akita Shoten                |
| Agharta                 | アガルタ, Agaruta                                              | Takahal Matsumoto                             | 1997 | Ultra Jump von Shūeisha                  |
| Ai Yori Aoshi           | 藍より青し                                                     | Kō Fumizuki                                   | 1998 | Young Animal von Hakusensha              |
| AiON                    | 碧海のAiON, Hekikai no AiON                                    | Yuna Kagesaki                                 | 2008 | Monthly Dragon Age von Fujimi Shobō      |
| Air Gear                | エア・ギア, Ea Gia                                             | Oh! Great                                     | 2003 | Shōnen Magazine von Kōdansha             |
| Akira                   | アキラ                                                         | Katsuhiro Otomo                               | 1982 | Young Magazine von Kōdansha              |
| Alice 19th              | ありす19th, Arisu Naintīnsu                                    | Yuu Watase                                    | 2001 | Shōjo Comic von Shōgakukan               |
| Alice Academy           | 学園アリス, Gakuen Arisu                                       | Tachibana Higuchi                             | 2003 | Hana to Yume von Hakusensha              |
| Alichino                | アリキーノ                                                     | Kōyu Shurei                                   | 1998 | Comic Eyes von Shūeisha                  |
| Alive                   | アライブ -最終 進化的 少年-, Araibu – Saishū Shinkateki Shōnen | Tadashi Kawashima, Adachitoka (Zeichner)      | 2003 | Monthly Shōnen Magazine von Kōdansha     |
| Amaenaideyo!!           | あまえないでよっ!!                                             | Toshinori Sogabe                              | 2004 | Comic Gum von Wani Books                 |
| Anatolia Story          | 天は赤い河のほとり, Sora wa Akai Kawa no Hotori                | Chie Shinohara                                | 1995 | Shōjo Comic von Shōgakukan               |
| Angel                   | 天使, Tenshi                                                   | Erica Sakurazawa                              | 1999 | Feel Young von Shōdensha                 |
| Angel Nest              | 天使の巣, Tenshi no Su                                         | Erica Sakurazawa                              | 2001 | Shōdensha                                |
| Angel Sanctuary         | 天使禁猟区, Tenshi Kinryōku                                    | Kaori Yuki                                    | 1994 | Hana to Yume von Hakusensha              |
| Angel/Dust              | エンジェル／ダスト, Enjyeru/Dasuto                             | Aoi Nanase                                    | 2001 | Newtype von Kadokawa Shoten              |
| Angel/Dust neo          | エンジェル／ダスト neo, Enjyeru/Dasuto neo                     | Aoi Nanase                                    | 2003 | Newtype von Kadokawa Shoten              |
| Angelic Layer           | 機動天使エンジェリックレイヤー, Kidō Tenshi Enjerikku Reiyā    | Clamp                                         | 1999 | Shōnen Ace von Kadokawa Shoten           |
| Anne Freaks             | アンネ・フリークス                                             | Yua Kotegawa                                  | 2000 | Shōnen Ace von Kadokawa Shoten           |
| Ao no Exorcist          | 青の祓魔師, Ao no Ekusoshisuto                                 | Kazue Katō                                    | 2009 | Jump Comics SQ von Shūeisha              |
| Appleseed               | アップルシード, Appurushīdo                                    | Masamune Shirow                               | 1985 | Shōnen Magazine von Seishinsha           |
| Aqua                    | アリア                                                         | Kozue Amano                                   | 2001 | Stencil von Enix                         |
| Argento Soma            | アルジェントソーマ                                             | Mikami Akitsu                                 | 2003 |                                          |
| Arms                    | プロジェクトアームズ, Project Arms                             | Kyōichi Nanatsuki, Ryōji Minagawa (Zeichner)  | 1997 | Shōnen Sunday von Shōgakukan             |
| Asobi ni Iku yo!        | あそびにいくヨ!                                                | 888                                           | 2006 | Comic Alive von Media Factory            |
| Astral Project          | 月の光, Astral Project – Tsuki no Hikari                       | Caribu Marley, Shūji Takeda (Zeichner)        | 2004 | Comic Beam von Enterbrain                |
| Astro Boy               | 鉄腕アトム, Tetsuwan Atomu                                     | Osamu Tezuka                                  | 1952 | Shōnen Kobunsha von Kōbunsha             |
| Asu no Yoichi!          | 明日のよいち!                                                  | Yū Minamoto                                   | 2006 | Monthly Shōnen Champion von Akita Shoten |
| Attack No. 1            | アタックNo.1, Atakku Nanbā Wan                                 | Chikako Urano                                 | 1968 | Margaret von Shūeisha                    |
| Ayashi no Ceres         | 妖しのセレス, Ayashi no Seresu                                 | Yuu Watase                                    | 1996 | Shōjo Comic von Shōgakukan               |
| Azumanga Daioh          | あずまんが大王, Azumanga Daiō                                  | Kiyohiko Azuma                                | 1999 | Comic Dengeki Daiō von Media Works       |
| Ai Shite Night          | 愛してナイト, Aishite Naito                                    | Kaoru Tada                                    | 1981 | Bessatsu Margaret von Shūeisha           |

## B
| Titel ↓                        | Alternative Titel                                                           | Autor(en)                             | Jahr | Printmedium und Verlag                             |
| ------------------------------ | --------------------------------------------------------------------------- | ------------------------------------- | ---- | -------------------------------------------------- |
| Babel II                       |                                                                             | Mitsuteru Yokoyama                    | 1971 | Weekly Shōnen Champion von Akita Shoten            |
| Bakegyamon                     |                                                                             | Kazuhiro Fujita, Mitsuhisa Tamura     | 2006 | Weekly Shōnen Sunday von Shōgakukan                |
| Bakuman.                       | バクマン。                                                                  | Tsugumi Ōba, Takeshi Obata (Zeichner) | 2008 | Shōnen Jump von Shūeisha                           |
| BakuTech! Bakugan              |                                                                             | Shingo Maki                           | 2010 | CoroCoro Comic von Shōgakukan                      |
| Banana Fish                    |                                                                             | Akimi Yoshida                         | 1985 | Betsucomi von Shōgakukan                           |
| Barfuß durch Hiroshima         | はだしのゲン, Hadashi no Gen                                                | Keiji Nakazawa                        | 1973 | Shōnen Jump von Shūeisha                           |
| Basara                         | バサラ                                                                      | Yumi Tamura                           | 1990 | Betsucomi von Shōgakukan                           |
| Basilisk                       | バジリスク〜甲賀忍法帖〜, Bajirisuku ~Kōga Ninpō Chō~                       | Masaki Segawa                         | 2003 | Young Magazine Uppers von Kōdansha                 |
| Bastard!!                      | BASTARD!!-暗黒の破壊神-, asutādo!! Ankoku no Hakaishin                      | Kazushi Hagiwara                      | 1988 | Ultra Jump von Shūeisha                            |
| Batman: Child of Dreams        |                                                                             | Kia Asamiya                           | 2000 | Magazine Z von Kōdansha                            |
| Battle Angel Alita             | 銃夢, Ganmu                                                                 | Yukito Kishiro                        | 1990 | Business Jump von Shūeisha                         |
| Battle Angel Alita: Last Order | 銃夢, Gunm                                                                  | Yukito Kishiro                        | 1991 | Business Jump von Shūeisha                         |
| Battle Royale                  | バトル・ロワイアル, Batoru Rowaiaru                                         | Masayuki Taguchi                      | 2000 | Young Champion von Akita Shoten                    |
| Beck                           | ベック, Bekku                                                               | Harold Sakuishi                       | 1999 | Gekkan Magazine von Kōdansha                       |
| Believers                      | ビリーバーズ, Birībāzu                                                      | Naoki Yamamoto                        | 1999 | Big Comic Spirits von Shōgakukan                   |
| Berserk                        | ベルセルク, Beruseruku                                                      | Kentarō Miura                         | 1989 | Young Animal von Hakusensha                        |
| Beyblade                       | 爆転シュート ベイブレード, Bakuten Shoot: Beyblade                          | Takao Aoki                            | 2000 | CoroCoro Comic von Shōgakukan                      |
| Beyblade: Metal Fusion         | メタルファイト ベイブレード, Metaru Faito: Beiburēdo                        | Takafumi Adachi                       | 2008 | CoroCoro Comic von Shōgakukan                      |
| B-gata H-kei                   | B型H系                                                                      | Yōko Sanri                            | 2004 | Shūkan Young Jump von Shūeisha                     |
| Big O, The                     | HE ビッグオー, The Biggu Ō                                                  | Hitoshi Ariga                         | 2001 | Magazine Z von Kōdansha                            |
| Bitte sehr, bitte gleich       | まにあってます!, Maniattemasu!                                              | Ai Morinaga                           | 2004 | Kadokawa Shoten                                    |
| Black Bird                     | BLACK BIRD                                                                  | Kanoko Sakurakōji                     | 2006 | Betsucomi von Shōgakukan                           |
| Black Butler                   | 黒執事, Kuroshitsuji                                                        | Yana Toboso                           | 2006 | Gekkan GFantasy von Square Enix                    |
| Black Cat                      | ブラックキャット, Burakku Kyatto                                            | Kentarō Yabuki                        | 2000 | Weekly Shōnen Jump von Shūeisha                    |
| Black Clover                   | ブラッククローバー, Burakku Kurōbā                                          | Yūki Tabata                           | 2015 | Weekly Shōnen Jump von Shūeisha                    |
| Black Jack                     | ブラック・ジャック, Burakku Jakku                                           | Osamu Tezuka                          | 1973 | Shōnen Champion von Akita Shoten                   |
| Black Lagoon                   | ブラック・ラグーン, Burakku Ragūn                                           | Rei Hiroe                             | 2001 | Sunday Gene-X von Shōgakukan                       |
| Black Rock Shooter             | ブラック★ロックシューター, Burakku Rokku Shūtā                              | Ringo                                 | 2011 | 4-Koma Nano Ace von Kadokawa Shoten                |
| Blade of the Immortal          | 無限の住人, Mugen no Jūnin                                                  | Hiroaki Samura                        | 1993 | Afternoon von Kōdansha                             |
| Blame!                         | BLAME!                                                                      | Tsutomu Nihei                         | 1998 | Afternoon von Kōdansha                             |
| Bleach                         | ブリーチ, Burīchi                                                           | Tite Kubo                             | 2001 | Weekly Shōnen Jump von Shūeisha                    |
| Blood Alone                    |                                                                             | Masayuki Takano                       | 2004 | Evening von Kōdansha                               |
| Blood Hound                    | 夜型愛人専門店-ブラッドハウンド-, Yorugata Aijin Senmonten – Buraddo Haundo | Kaori Yuki                            | 2003 | Hana to Yume, Bessatsu Hana to Yume von Hakusensha |
| Blood: The Last Vampire 2000   | ブラッド ザ・ラストヴァンパイア 2000                                        | Benkyo Tamaoki                        | 2001 | Monthly Ace Next von Kadokawa Shoten               |
| Bloody Kiss                    | ブラッディ キス                                                             | Kazuko Furumiya                       | 2004 | Hana to Yume von Hakusensha                        |
| Bloody Monday                  | ブラッデイ・マンデイ, Buraddi Mandei                                        | Ryumon Ryo, Megumi Kouji              | 2007 | Weekly Shōnen Magazine von Kōdansha                |
| blue                           | ブルー, Burū                                                                | Kiriko Nananan                        | 1996 | Comic Are! von Magazine-House                      |
| Blue Dragon RalΩGrad           | ブルードラゴン ラルΩグラド, Burū Doragon RaruΩGurado                        | Takeshi Obata, Tsuneo Takano          | 2006 | Shūeisha von Weekly Shōnen Jump                    |
| Blue Friend                    |                                                                             | Fumi Eban                             | 2010 | Ribon von Shūeisha                                 |
| Bobobo-bo Bo-bobo              | ボボボーボ・ボーボボ, Bobobōbo Bōbobo, Bo×7, Bo^7                           | Yoshio Sawai                          | 2001 | Shūeisha von Weekly Shōnen Jump                    |
| Bondage Fairies                | インセクト・ハンター, Insekuto Hantā, Insect Hunter                         | Teruo Kakuta                          | 1990 | Young Lemon von Kubo Shoten                        |
| Boogiepop                      | ブギーポップは笑わない, Bugīpoppu wa Warawanai                              | Kōhei Kadono, Kōji Ogata              | 1999 | Dengeki Animation Magazine von Media Works         |
| Boy’s Next Door                | 少年残像, Shōnen Zanzō                                                      | Kaori Yuki                            | 1997 | Hana to Yume von Hakusensha                        |
| Boyfriend                      | ボーイフレンド                                                              | Fuyumi Sōryō                          | 1985 | Shōjo Comics von Shōgakukan                        |
| Brain Powerd                   | ブレンパワード, Buren Pawādo                                                | Yukiru Sugisaki                       | 1998 | Shōnen Ace von Kadokawa Shoten                     |
| Bronze                         |                                                                             | Minami Ozaki                          | 1992 | Margaret von Shūeisha                              |
| B’t X                          |                                                                             | Masami Kurumada                       | 1995 | Shōnen Ace von Kadokawa Shoten                     |
| Burst Angel                    | 爆裂天使, Bakuretsu Tenshi,                                                 | Minoru Murao                          | 2004 | Media Works                                        |
| Buso Renkin                    | 武装錬金, busō renkin                                                       | Nobuhiro Watsuki                      | 2003 | Weekly Shōnen Jump von Shūeisha                    |
| Butterfly                      | バタフライ, Batafurai                                                       | Yu Aikawa                             | 2002 | Comic Birz von Gentosha                            |

## C
- Candidate for Goddess
- Cantarella
- Captain Harlock
- Captain Tsubasa

| Titel ↓      | Alternative Titel | Autor(en)    | Jahr | Printmedium und Verlag       |
| ------------ | ----------------- | ------------ | ---- | ---------------------------- |
| Caravan Kidd | キャラバン キッド | Johji Manabe | 1987 | Shōnen Sunday von Shōgakukan |

- Card Captor Sakura, Card Captor Sakura Anime-Comics
- Cat Girl Nuku Nuku
- Cat's Eye
- ’Cause I Love You
- Charming Junkie
- Cheeky Vampire
- Cherry Juice

| Titel ↓   | Alternative Titel | Autor(en)          | Jahr | Printmedium und Verlag |
| --------- | ----------------- | ------------------ | ---- | ---------------------- |
| Chirality | キラリティー      | Satoshi Urushihara | 1995 | Kōdansha               |

- Chi's Sweet Home
- Chobits
- Chocolat
- Chocolate Cosmos

| Titel ↓       | Alternative Titel | Autor(en)        | Jahr | Printmedium und Verlag         |
| ------------- | ----------------- | ---------------- | ---- | ------------------------------ |
| Chrno Crusade | クロノクルセイド  | Daisuke Moriyama | 1998 | Dragon Age von Kadokawa Shoten |

- Chrome Shelled Regios: Missing Mail, :Secret Side
- Ciel – Der letzte Herbst
- City Hunter
- CLAMPs Wonderworld
- Claymore
- Close your last door
- Clover

| Titel ↓      | Alternative Titel | Autor(en)      | Jahr | Printmedium und Verlag              |
| ------------ | ----------------- | -------------- | ---- | ----------------------------------- |
| Code:Breaker | CØDE:BREAKER      | Akimine Kamijō | 2008 | Weekly Shōnen Magazine von Kōdansha |
| Coji-Coji    | コジコジ          | Momoko Sakura  | 1994 | Kimi to Boku von Sony Magazines     |

- Comic Party
- Confidential Confessions

| Titel ↓                     | Alternative Titel               | Autor(en)                                     | Jahr | Printmedium und Verlag                       |
| --------------------------- | ------------------------------- | --------------------------------------------- | ---- | -------------------------------------------- |
| Corpse Party: Blood Covered | コープスパーティー BloodCovered | Makoto Kendouin, Toshimi Shinomiya (Zeichner) | 2008 | Gangan Powered, Gangan Joker von Square Enix |

- Cowboy Bebop
- Crayon Shin-Chan

| Titel ↓       | Alternative Titel | Autor(en)   | Jahr | Printmedium und Verlag    |
| ------------- | ----------------- | ----------- | ---- | ------------------------- |
| Crescent Moon | 未完の月          | Haruko Iida | 2000 | Asuka von Kadokawa Shoten |

- Cromartie High School
- Crown

| Titel ↓          | Alternative Titel                                          | Autor(en)                                 | Jahr | Printmedium und Verlag |
| ---------------- | ---------------------------------------------------------- | ----------------------------------------- | ---- | ---------------------- |
| Cry out for Love | 世界の中心で、愛をさけぶ, Sekai no Chūshin de, Ai o Sakebu | Kyōichi Katayama, Kazumi Kazui (Zeichner) | 2004 | Shōgakukan             |

- Crying Freeman

| Titel ↓                            | Alternative Titel                                             | Autor(en)                              | Jahr | Printmedium und Verlag    |
| ---------------------------------- | ------------------------------------------------------------- | -------------------------------------- | ---- | ------------------------- |
| Cute High Earth Defense Club Love! | B型H系美男高校地球征服部LOVE!, Binan Kōkō Chikyū Bōeibu Love! | Kurari Umatani, Mizu Morino (Zeichner) | 2014 | Ponymanga von Pony Canyon |

- Cutey Honey
- Cyborg 009
- Cyborg Kuro-chan

## D
- D' V
- D·N·Angel
- Danganronpa – The Animation
- Dark Angel
- Dark Water
- Das Demian-Syndrom
- Das Lied der Lämmer
- DearS
- Death Note
- Déjà Vu - Jahreszeiten der Liebe

| Titel ↓         | Alternative Titel | Autor(en)     | Jahr | Printmedium und Verlag   |
| --------------- | ----------------- | ------------- | ---- | ------------------------ |
| Damekko Dōbutsu | だめっこどうぶつ  | Noriko Kuwata | 2001 | Manga Life von Takeshobō |
| Dawn of Arcana  | 黎明のアルカナ    | Rei Toma      | 2009 | Cheese! von Shōgakukan   |

- Demon Flowers
- Dengeki Daisy
- Derby Stallion Breeders' Battle
- Der Entenprinz
- Der lachende Vampir
- Desire
- Detektiv Conan
- Detektiv Conan Short Stories
- Detektiv Loki - Meister für mysteriöse Fälle
- Detektiv Loki - Ragnarok
- Devilman
- Devilman Lady
- Devilman Saga
- Devil May Cry
- The Devil Children
- Die Chroniken von Erdsee
- Die Rosen von Versaille
- Die Sicht der Dinge
- Digi Charat
- Digimon Adventure, Digimon Anime-Comics
- D.Gray-man
- DNA²
- Doll
- Dominion – Tank Police
- Doraemon
- DoReMi
- Dororo
- Dr. Slump
- Drachenschnee
- Dragon Ball, Dragonball Anime-Comics
- Dragon Ball GT Anime-Comics
- Dragon Girls
- Dragon Head
- Dragon Pink
- Dragon Voice
- Drakuun
- Dream Saga
- Du bist immer noch bei mir
- Duel Masters
- Dummy Oscar

## E
- Eagle
- Eat-Man
- EDEN
- Eden no Hana - The Flower of Eden
- Eight
- Einfach Liebe
- Elfen Lied
- E-Motional
- Erementar Gerad
- Erementar Gerad - Flag of Blue Sky
- Erdbeeren und Marshmallows
- Eureka Seven
- Exaxxion

## F
- Fairy Cube
- Fairy Tail
- Fake
- Fesseln des Verrats
- Feuerball, Der
- Fist of the North Star
- Flower
- Flower of the Deep Sleep
- Freaky Angel
- Freesia
- Fruits Basket
- Fullmetal Alchemist
- Full Metal Panic!
- Fullmoon wo Sagashite
- Furi Kuri/FLCL
- Fushigi Yuugi
- Futaba-kun Change
- Futabas (höchst) seltsame Reise
- Fuyumi Soryo Short Stories

## G
- Gacha Gacha
- Gakuen Heaven
- Gakuen Seven
- Galism
- Gals!
- Gankutsuō
- Gantz
- Gash!
- Gasaraki
- Geeks
- Genji Monogatari
- Genshiken
- Get Backers
- Ghost Hound
- Ghost in the Shell
- Gib mir Liebe
- Gilgamesh
- Ginban Kaleidoscope
- Ginga Densetsu Weed
- Ginga Nagareboshi Gin
- Gin Tama
- Girls Bravo
- Go! Virginal
- God Child
- Go Kids
- Gokinjo Monogatari
- Gokusen
- Golden Boy

| Titel ↓      | Alternative Titel | Autor(en)                              | Jahr | Printmedium und Verlag              |
| ------------ | ----------------- | -------------------------------------- | ---- | ----------------------------------- |
| Golden Kamuy | ゴールデンカムイ  | Satoru Noda                            | 2014 | Shūkan Young Jump von Shūeisha      |
| Golden Time  | ゴールデンタイム  | Yuyuko Takemiya, Umechazuke (Zeichner) | 2011 | Dengeki Daioh von ASCII Media Works |

- Gon
- Gorgeous Carat
- Gorgeous Carat Galaxy

| Titel ↓ | Alternative Titel | Autor(en)                                | Jahr | Printmedium und Verlag              |
| ------- | ----------------- | ---------------------------------------- | ---- | ----------------------------------- |
| Gosick  | -ゴシック-        | Kazuki Sakuraba, Sakuya Amano (Zeichner) | 2007 | Monthly Dragon Age von Fujimi Shobō |

- Goth
- Götterdämmerung
- Grab der Engel
- Gravel Kingdom

| Titel ↓     | Alternative Titel | Autor(en)     | Jahr | Printmedium und Verlag |
| ----------- | ----------------- | ------------- | ---- | ---------------------- |
| Gravitation | グラビテーション  | Maki Murakami | 1996 | Rutile von Gentosha    |

- Gravitation Ex
- GTO (Great Teacher Onizuka)
- Grenadier
- G-Taste
- Gun Blaze West
- Gunsmith Cats
- Gundam Wing
- Gundam 00F
- Gunslinger Girl
- Guyver

## H
- Hagane
- Hana-Kimi
- Hana Yori Dango
- A Handsome Girl
- Haou Airen
- Happy!
- Happy Mania
- Harlock Saga: Nibelung no Yubiwa

| Titel ↓          | Alternative Titel     | Autor(en)     | Jahr | Printmedium und Verlag                     |
| ---------------- | --------------------- | ------------- | ---- | ------------------------------------------ |
| Haunted Junction | HAUNTEDじゃんくしょん | Nemu Mukudori | 1996 | Monthly Comic Dengeki GAO! von Media Works |

- He Is My Master
- Heads
- Hellsing
- Helter Skelter

| Titel ↓                   | Alternative Titel               | Autor(en)                           | Jahr | Printmedium und Verlag                            |
| ------------------------- | ------------------------------- | ----------------------------------- | ---- | ------------------------------------------------- |
| Heroic Age                | ヒロイック・エイジ              | Kugeko Warabino                     | 2007 | Magazine Z von Kōdansha                           |
| Hetalia: Axis Powers      | Axis Powers ヘタリア            | Hidekaz Himaruya                    | 2003 |                                                   |
| High School D×D           | High School D×D ハイスクールD×D | Ishibumi, Hiroji Mishima            | 2010 | Bessatsu Chokodora. → Dragon Age von Fujimi Shobō |
| Highschool of the Dead    |                                 | Daisuke Satō, Shōji Satō (Zeichner) | 2006 | Dragon Age von Fujimi Shobō                       |
| Higurashi no Naku Koro ni | ひぐらしのなく頃に              |                                     | 2005 |                                                   |

- Hikaru no Go
- Himiko-Den
- Hiroki Endo Short Stories

| Titel ↓ | Alternative Titel | Autor(en)    | Jahr | Printmedium und Verlag |
| ------- | ----------------- | ------------ | ---- | ---------------------- |
| Hiyokoi | ひよ恋            | Moe Yukimaru | 2009 | Ribon von Shūeisha     |

- Holmes
- Homunculus
- Honey and Clover
- Honey x Honey Drops

| Titel ↓     | Alternative Titel | Autor(en)      | Jahr | Printmedium und Verlag    |
| ----------- | ----------------- | -------------- | ---- | ------------------------- |
| Hōrō Musuko | 放浪息子          | Takako Shimura | 2002 | Comic Beam von Enterbrain |

- Hoshin Engi
- Hot Tails
- Hot Gimmick
- Hungry Heart: Wild Striker
- Hunter × Hunter
- Honey × Honey Drops

## I
- I"s
- I*O*N
- Ichabod
- Ichi the Killer
- Ichigo Mashimaro, siehe Erdbeeren und Marshmallows
- Idol
- Ikebukuro West Gate Park

| Titel ↓                | Alternative Titel                             | Autor(en)         | Jahr | Printmedium und Verlag                       |
| ---------------------- | --------------------------------------------- | ----------------- | ---- | -------------------------------------------- |
| Ikkyu                  | あっかんべェ一休, Akkambe Ikkyū               | Hisashi Sakaguchi | 1993 | Afternoon von Kōdansha                       |
| Ikoku Meiro no Croisée | 異国迷路のクロワーゼ, Ikoku Meiro no Kurowāze | Hinata Takeda     | 2007 | Dragon Age Pure, Dragon Age von Fujimi Shobō |

- Imadoki!
- Im Namen des Sohnes
- In A Distant Time
- Initial D
- Inu Yasha
- Inukami!

## J
- Ja-Dou
- Japan
- Japan GmbH
- Jibun-Jishin
- Jigoku no MERODI
- Jigoku Shōjo
- Jiraishin
- Judge
- June the little Queen
- Junjo Romantica
- Ju-on - The Grudge

## K
- KageTora
- Kagome Kagome
- Kaikan Phrase
- Kaine
- Kaito Kid
- Kaito St. Tail                                      Megumi Tachikawa
- Kajika
- Kamikaze
- Kamikaze Kaito Jeanne
- Kamui
- »Kare« First Love
- Kare Kano
- Kamichama Karin                                      Koge-Donbo
- Kamichu!
- Kamikaze
- Kamiyadori
- Kanamemo
- Kannagi
- Kaze to Ki no Uta
- Kekkaishi
- Kikaider Code 02
- Kilala Princess
- Kimagure Orange Road
- Kimba, der weiße Löwe
- Kimetsu no Yaiba
- Kimi ni Todoke
- Kimi wa Pet, siehe Tramps Like Us
- Kindaichi Shonen
- Kingdom Hearts
- King of Bandit Jing
- King of Hell
- Kirara
- Kirihito
- Kiseijū
- Kiss Me, Teacher
- Kiss×sis
- Kizuna
- Kleine König Valum, Der
- Kleiner Schmetterling
- Kobato.
- Kobo-chan
- Kochira Katsushika-ku Kameari-kōen-mae Hashutsujo
- Kodomo no Omocha
- Koi Kaze
- K-On!
- Kokoro Button
- Kokoro Library
- König der Dornen

| Titel ↓             | Alternative Titel                    | Autor(en)                   | Jahr | Printmedium und Verlag               |
| ------------------- | ------------------------------------ | --------------------------- | ---- | ------------------------------------ |
| Kuma Kuma Kuma Bear | くまクマ熊ベアー, Kuma Kuma Kuma Beā | Kumanano, Sergei (Zeichner) | 2018 | PASH!COMICS von Shufu to Seikatsusha |

- Kung-Fu-Girl Juline
- Küss mich, Student!
- Kozure Okami
- Kujibiki Unbalance
- Kyō no 5 no 2
- Kyoko Karasuma

## L
- Lady Snowblood
- Lagoon Engine
- Lagoon Engine Einsatz
- L'Alleluja des Anges
- Lachende Vampir, Der
- Lawful Drug
- Legend of Lemnear
- Legend of Mana
- Life
- Line
- Liling-Po
- Living Game
- Lone Wolf & Cub

| Titel ↓          | Alternative Titel                   | Autor(en) | Jahr | Printmedium und Verlag            |
| ---------------- | ----------------------------------- | --------- | ---- | --------------------------------- |
| Lotte no Omocha! | ロッテのおもちゃ!, Rotte no Omocha! | Yui Haga  | 2007 | Dengeki Maō von ASCII Media Works |

- Love and War
- Love Contract
- Love Hina
- Loveless
- Love Mode
- Love Revolution

| Titel ↓      | Alternative Titel    | Autor(en)                              | Jahr | Printmedium und Verlag |
| ------------ | -------------------- | -------------------------------------- | ---- | ---------------------- |
| Love Trouble | To LOVEる -とらぶる- | Saki Hasemi, Kentarō Yabuki (Zeichner) |      |                        |

- Lucky Star
- Ludwig II.
- Ludwig Revolution
- Lumen Lunae
- Lust
- Luxus
- Lythtis

## M
- Mach Go Go Go!
- Macross 7 Trash
- Magic Knight Rayearth
- Magic Kaitou

| Titel ↓           | Alternative Titel                | Autor(en)    | Jahr | Printmedium und Verlag         |
| ----------------- | -------------------------------- | ------------ | ---- | ------------------------------ |
| Magical Girl Site | 魔法少女サイト, Mahō shōjo saito | Kentarō Satō | 2013 | Champion Tap! von Akita Shoten |

- Magical Sweet Mermaid
- Magister Negi Magi
- Mahoromatic
- Mai
- Maid-sama
- Mail – Botschaften aus dem Jenseits
- Maison Ikkoku
- Majin-Devil
- Make a Date
- Maken X
- Mangaka Zankoku Monogatari
- Manga Love Story
- Manga Love Story for Ladies
- Manga Zeichenkurs

| Titel ↓         | Alternative Titel | Autor(en)     | Jahr | Printmedium und Verlag   |
| --------------- | ----------------- | ------------- | ---- | ------------------------ |
| Manyū Hiken-chō | 魔乳秘剣帖        | Hideki Yamada | 2005 | Tech Gian von Enterbrain |

- Maps
- Mär
- Marie & Elie
- Maria Holic
- Marmalade Boy
- Mars
- Master Keaton
- Megumi
- Mei-chan no Shitsuji
- Meine Liebe
- Mermaid Melody – Pichi Pichi Pitch!
- Mermaid Saga
- Midoris Days
- Milk Crown
- Milk Crown H
- Mirmo!
- Miss 130
- Missile Happy!
- Mister Zipangu
- Misty Girl
- Miyuki
- Miyuki-chan im Wunderland
- Monster
- Monster Collection
- Monster Rancher Anime-Comics
- Moryo Kiden
- Mouse
- MS G-Unit
- MS Z Gundam
- Mushishi
- Mew Mew Power

## N
- Nadesico
- Najica
- Nana
- Nao Yazawa Collection
- Naru Taru
- Naruto
- Nasu
- Nausicaä aus dem Tal der Winde
- Neji
- Nejishiki
- Neko Majin
- Neon Genesis Evangelion
- Neon Genesis Evangelion: Iron Maiden
- New York New York
- Next World
- Nodame Cantabile
- NOiSE
- Noir
- Nono-chan (früher: Tonari no Yamada-kun)

## O
- Ogenki Clinic
- Oh! My Goddess, Oh! My Goddess Anime-Comics, Oh! My Goddess - The Movie Anime-Comic
- Okane ga Nai
- Old Boy
- One I Love, The
- One Piece
- One Pound Gospel
- Only The Ringfinger Knows
- Operation Liberate Men
- Orange Planet
- Orion
- Othello
- Ouran High School Host Club

| Titel ↓                         | Alternative Titel                     | Autor(en)                                 | Jahr | Printmedium und Verlag       |
| ------------------------------- | ------------------------------------- | ----------------------------------------- | ---- | ---------------------------- |
| Ousama Game – Spiel oder stirb! | 王様ゲーム, Ōsama Game                | Nobuaki Kanazawa, Hitori Renda (Zeichner) | 2010 | Manga Action von Futabasha   |
| Ousama Game Extreme             | 王様ゲーム 終極, Ōsama Game: Shūkyoku | Nobuaki Kanazawa, Hitori Renda (Zeichner) | 2012 | Manga Action von Futabasha   |
| Ōsama Game: Kigen               | 王様ゲーム 起源                       | Nobuaki Kanazawa, J-ta Yamada (Zeichner)  | 2014 | Monthly Action von Futabasha |

- Outlaw Star

## P
- Pandora Hearts
- Paradise Kiss
- Parallel
- Pastel
- Peace Maker Kurogane
- Peach Girl
- Perfect Girl
- Perfume Master
- Peridot
- Personal Paradise
- Petshop of Horrors
- PitaTen
- Planetes
- Plastic Little
- Please Save My Earth
- Poe no Ichizoku
- Pokémon
  - Pokémon Adventures
  - Pokémon Magical Journey
  - Pokémon Anime-Comics
- The Prince of Tennis
- Princess Ai
- Princess Princess
- Prinzessin Kaguya
- Prinzessin Mononoke Anime-Comics
- Prinz mit den gläsernen Schwingen, Der
- Psychic Academy
- Puppenkrise
- Purpurfarbene Bergkamm, Der

## R
- R²(rise R to the second power)
- Raccoon
- Ragnarock City
- Ranma ½
- RAVE
- Real Bout Highschool
- Reborn!
- REC
- Record of Lodoss War
  - Die graue Hexe
  - Die Chroniken von Flaim
  - Deedlit
  - Lady von Pharis
- Red Eyes
- Renka
- RG VEDA
- Ritter der Königin
- Rin!

| Titel ↓     | Alternative Titel                | Autor(en)      | Jahr | Printmedium und Verlag        |
| ----------- | -------------------------------- | -------------- | ---- | ----------------------------- |
| Rockman.EXE | ロックマンエグゼ, Rokkuman Eguze | Ryō Takamisaki | 2001 | CoroCoro Comic von Shōgakukan |

- Rosario + Vampire
- Rosen unter Marias Obhut
- Rosen von Versailles, Die

| Titel ↓        | Alternative Titel                      | Autor(en)             | Jahr | Printmedium und Verlag               |
| -------------- | -------------------------------------- | --------------------- | ---- | ------------------------------------ |
| Romeo × Juliet | ロミオ×ジュリエット, Romio to Jurietto | Gonzo, COM (Zeichner) | 2007 | Monthly Asuka DX von Kadokawa Shoten |

- Rotchan, der Streifenpolizist, siehe Kochikame
- Royal 17
- Rozen Maiden
- Rumiko Theater
- Rurouni Kenshin

## S
- Saber Marionette J
- Sad Love Story
- Sailor Moon, Sailor Moon Anime-Comics
- Sailor V
- Saint Dragon Girl
- Saint Seiya
- Saint Seiya: Episode G
- Saiyuki
- Saki
- Samurai Champloo
- Samurai Deeper Kyo
- Sanctuary
- Sandland
- Sarah
- Schneeprinzessin, Die
- School Rumble
- Seidenpeitsche, Die
- Seimaden
- Selbstmordparadies, Das
- Secret Service-Maison de Ayakashi

| Titel ↓           | Alternative Titel               | Autor(en)                                 | Jahr | Printmedium und Verlag   |
| ----------------- | ------------------------------- | ----------------------------------------- | ---- | ------------------------ |
| Seraph of the End | 終わりのセラフ, Owari no Serafu | Takaya Kagami, Yamato Yamamoto (Zeichner) | 2012 | Jump Square von Shūeisha |

- Seraphic Feather
- Sex-Philes
- Sexhibition
- Sexy Plot
- Sexy Voice and Robo
- Sgt. Frog
- Shakugan no Shana
- Shaman King
- Shamo
- Shao, die Mondfee
- She, The Ultimate Weapon
- Shikabane Hime
- Shin Angyo Onshi
- Shinku Chitai
- Shinobi Life
- Shinsengumi Imon Peace Maker
- Shinshi Doumei Cross
- Shishunki Miman
- Shōnan Jun’ai Gumi!

| Titel ↓       | Alternative Titel  | Autor(en)   | Jahr | Printmedium und Verlag                               |
| ------------- | ------------------ | ----------- | ---- | ---------------------------------------------------- |
| Silent Möbius | サイレントメビウス | Kia Asamiya | 1988 | Monthly Comic Comp, Comic Dragon von Kadokawa Shoten |

- Silver Diamond
- Skip Beat!
- Skydream Song
- Slam Dunk
- Slayers
- Slut Girl
- Someday’s Dreamers

| Titel ↓            | Alternative Titel | Autor(en)   | Jahr | Printmedium und Verlag         |
| ------------------ | ----------------- | ----------- | ---- | ------------------------------ |
| Sora no Otoshimono | そらのおとしもの  | Sū Minazuki | 2007 | Shōnen Ace von Kadokawa Shoten |

- Sorcerous Stabber Orphen
- Soul Eater
- Special A
- Speed Grapher
- Spirited Away Anime-Comics
- Spirit of Wonder
- Spriggan
- Spring Flower
- Spunky Knight
- Spy × Family
- Squib Feeling Blue
- Star Wars
- Stigma
- Strike Back
- Striker, siehe Spriggan
- Subaru
- Sugar Soldier
- Sugar Sugar Rune
- Switch Girl!!
- Sword Art Online – Aincrad
- Sword Art Online – Fairy Dance

## T
- Tactics
- Tag X
- Tajikarao
- Takumi Kun
- Tantei Gakuen Q
- Tekken Chinmi
- Tenchi Muyō!
- Tenjo Tenge
- Tennis no Ōji-sama, siehe The Prince of Tennis
- Ten no Hate made
- Tenshi Nanka ja Nai
- Tetsuwan Girl
- Those Who Hunt Elves
- The Ring
- The Ring – the Spiral
- The Ring 2
- The Ring – Birthday
- The Ring 0
- The Rules Of Love
- The Third – Sabaku no Hoshi no Apprentice Girl
- Time Stranger Kyoko
- To-Y
- Tochter von Basilis
- Togari
- Tokyo Babylon
- Tokyo Ghoul
- Tokyo Mew Mew
- Tokyo Mew Mew a la Mode
- Tokyo Underground
- Tomie
- Toradora
- Toshokan Sensō - Love & War und Spitfire!
- Touch
- Train Man
- Tramps Like Us
- Trigun
- Trigun Maximum
- Trinity Blood
- Tsubasa – Reservoir Chronicle
- Tsuki no Shippo
- Tsunami Graphix
- Turn A Gundam
- Twins Love Panic

## U
| Titel ↓     | Alternative Titel | Autor(en)    | Jahr | Printmedium und Verlag |
| ----------- | ----------------- | ------------ | ---- | ---------------------- |
| Uchū Kyōdai | 宇宙兄弟          | Chūya Koyama | 2007 | Morning von Kōdansha   |

- Ufo Robo Grendizer
- UFO Princess Valkyrie
- Urayasu Tekkin Kasoku („Eine stahlbewehrte Familie aus Urayasu“)

| Titel ↓                      | Alternative Titel                   | Autor(en)                        | Jahr | Printmedium und Verlag           |
| ---------------------------- | ----------------------------------- | -------------------------------- | ---- | -------------------------------- |
| Urusei Yatsura               | うる星やつら                        | Rumiko Takahashi                 | 1978 | Shōnen Sunday von Shōgakukan     |
| Utena. Revolutionary Girl    | 少女革命ウテナ, Shōjo Kakumei Utena | Be-Papas, Chiho Saitō (Zeichner) | 1996 | Ciao von Shōgakukan              |
| Uzumaki – Spiral Into Horror | うずまき, Uzumaki                   | Junji Itō                        | 1998 | Big Comic Spirits von Shōgakukan |

## V
- Vagabond
- Vampire Hunter D
- Vampire Hunter D: Bloodlust
- Vampire Knight
- Vampire Master
- Vampire Miyu
- Vandread
- Venus in Love
- Venus Wars
- Verführung und Liebe
- Verliebter Tyrann
- Version
- Video Girl Ai
- Violence Jack
- Virgin Crisis
- Visions of Escaflowne
- Vitamin
- Voice of Submission

## W
- Wanted!
- W Juliet
- Wedding Peach, Wedding Peach Anime-Comics
- Weiß Kreuz
- Weiß Side B
- Weißer Walzer
- What's Michael
- Wild Rock
- Wings of Vendemiaire
- Wish
- Wonderful Legend of Toto, The
- Wonderful Wonder World
- World of S&M, The
- Wolf’s Rain

## X
| Titel ↓  | Alternative Titel               | Autor(en)       | Jahr | Printmedium und Verlag           |
| -------- | ------------------------------- | --------------- | ---- | -------------------------------- |
| X 1999   | エックス, Ekkusu                | Clamp           | 1992 | Gekkan Asuka von Kadokawa Shoten |
| Xenon    | 重機甲兵ゼノン, Jūki Kōhē Zenon | Masaomi Kanzaki | 1986 | Gekkan Comic Ryū von Shōgakukan  |
| ×××HOLiC | ×××ホリック, Horikku            | Clamp           | 2003 | Young Magazine von Kōdansha      |

## Y
- Yaiba
- Yakitate!! Japan
- Yami no Matsuei
- Yasha
- Yawara!
- Yellow
- Yokohama Kaidashi Kikō

| Titel ↓        | Alternative Titel                | Autor(en) | Jahr | Printmedium und Verlag                              |
| -------------- | -------------------------------- | --------- | ---- | --------------------------------------------------- |
| Yomeiro-Choice | ヨメイロちょいす, Yomeiro Choisu | Tenkla    | 2007 | Champion Red Ichigo → Champion Red von Akita Shoten |

- Yotsuba&!
- You’re Under Arrest!
- Yu-Gi-Oh!
- Yu-Gi-Oh! GX
- Yu-Gi-Oh! 5D’s
- Yui Shop
- Yui Shop Reloaded
- Yuigon
- Yume Yume Yu Yu

## Z
- Zauberhafte Bibi
- Zelda no Densetsu Gaiden
- Zero Taker
- Zero One
- Zeroin
- Zetsuai
- Zettai Kareshi
- Zeus
- Zodiac P.I
- Zombie-Loan
- Zero no Tsukaima